# 소에게 소원을
《소에게 소원을: Love & Farm》(牛に願いを Love&Farm)은 간사이 TV가 기획·제작하여 2007년 7월 3일부터 9월 11까지 후지 TV 계열에서 방송된 일본의 텔레비전 드라마이다. 타마야마 테츠지가 주연을 맡았다.
농업 대학에 재학 중인 학생들이 3개월 간 홋카이도로 실학연수를 떠나면서 동물과 자연, 많지 않은 마을 사람들과의 만남을 그린 청춘 드라마이다.

## 출연
- 타마야마 테츠지
- 코이데 케이스케
- 나카타 아츠히코(오리엔탈 라디오)
- 아이부 사키
- 카리나
- 토다 에리카
- 타나카 케이